# Řád svatého Marka
Řád svatého Marka, (italsky Ordine di San Marco della Serenissima Repubblica di Venezia) byl nejvýznamnějším rytířským řádem vzniklým v Benátské republice. Byl zasvěcen svatému Markovi, patronu Benátek.

## Historie

Lev sv. Marka

Řád byl založen v 15. století a byl určen jak obyvatelům Benátek, tak i cizincům, kteří prokázali Benátské republice výjimečné služby, především vojenského charakteru. Šlechtictví nebylo podmínkou pro jeho udělení. Držitel řádu měl právo nosit ostrý meč a zlaté ostruhy. Dále byl součástí řádového oděvu červený plášť s bílým křížem na rameni a zlatý pás. Členství v řádu nebylo až na jedinou výjimku dědičné. Kanovníkům katedrály v Trevízu byl tento řád propůjčován od roku 1769 automaticky. 
Řád zanikl roku 1797. V současné době na něj navazuje několik samozvaných řádů.

## Řádová zástava
Zástavou řádu byla medaile na zlatém řetězu, na jejíž jedné straně byl lev svatého Marka - znak Benátek a na druhé straně bylo jméno panujícího dóžete, či jeho portrét, jak v kleče přijímá z rukou svatého Marka vlajku. Lev svatého Marka drží v pravé ruce meč a v levé otevřenou knihu s nápisem: Pax Tibi Marce Evangelista meus. Rytíři tohoto řádu měli nárok na pravidelnou roční apanáž.